# German (Timofiejew)
German, imię świeckie Giennadij Jewgienijewicz Timofiejew (ur. 11 listopada 1937 w Taszkencie) – rosyjski biskup prawosławny.

## Życiorys
Urodził się w rodzinie urzędniczej. W 1955 rozpoczął naukę w seminarium duchownym w Saratowie. Po roku przeniósł się do analogicznej szkoły w Leningradzie. Seminarium ukończył w 1962 (od 1958 do 1960 odbywał zasadniczą służbę wojskową). 19 grudnia 1965 złożył wieczyste śluby zakonne przed metropolitą lenigradzkim i nowogrodzkim Nikodemem. 26 grudnia tego samego roku biskup zarajski Juwenaliusz wyświęcił go na hierodiakona. 26 maja 1966 został hieromnichem. W tym samym roku ukończył wyższe studia teologiczne w Leningradzkiej Akademii Duchownej. Został wówczas zatrudniony jako wykładowca liturgiki w seminarium, którego był absolwentem, oraz teologii dogmatycznej w Akademii. 11 sierpnia 1967 mianowany inspektorem Akademii i seminarium. 12 września tego samego roku otrzymał godność archimandryty. W roku akademickim 1967/1968 był wykładowcą prawa kanonicznego w Leningradzkiej Akademii Duchownej. W roku następnym został jej rektorem.
6 grudnia 1968 w akademickiej cerkwi św. Jana Teologa miała miejsce jego chirotonia na biskupa tichwińskiego, wikariusza eparchii petersburskiej. Jako konsekratorzy wzięli w niej udział metropolita leningradzki Nikodem, arcybiskup iwanowski i kineszemski Teodozjusz, biskup archangielski i chołmogorski Nikon, biskup dmitrowski Filaret, zarajski Juwenaliusz oraz podolski Hermogen. 25 czerwca 1970 wyznaczony na biskupa wiedeńskiego i austriackiego. 3 września 1974 przeniesiony na katedrę wileńską i litewską. 10 kwietnia 1978 został natomiast biskupem tulskim i bielowskim. Od 9 września 1983 nosił tytuł arcybiskupa.
29 lipca 1986 Święty Synod Rosyjskiego Kościoła Prawosławnego mianował go arcybiskupem berlińskim i niemieckim, egzarchą Europy Środkowej. Godność egzarchy pełnił do likwidacji tejże administratury kościelnej w 1990; jego tytuł uległ wówczas zmianie na arcybiskup berliński i lipski. 31 stycznia 1991 objął katedrę wołgogradzką i kamyszyńską. 25 lutego 2000 podniesiony do godności metropolity. 
W 2018 r. przeszedł w stan spoczynku. 